# Movimento Maria da Fonte
O Movimento Maria da Fonte ou Plano Maria da Fonte foi uma organização terrorista portuguesa de extrema-direita. Ativa durante o Verão Quente de 1975 na zona do Minho, foi responsável por diversos assaltos e destruição de sedes de partidos de esquerda, principalmente as do Partido Comunista Português (PCP).
O nome da organização foi inspirado na Revolução da Maria da Fonte, ocorrida em 1846, e alegava ser "o braço armado da Igreja nortenha contra as forças de esquerda". Entre os organizadores estavam o jornalista Paradela de Abreu, Sanches Osório, Jorge Jardim e o cónego Eduardo Melo Peixoto, este por indicação do Arcebispo de Braga D. Francisco Maria da Silva.  Era além disso apoiada por algumas pessoas ligadas à sociedade civil, nomeadamente alguns empresários do Norte que financiaram o movimento. 
O objectivo do Movimento Maria da Fonte, seria o de "preparar o povo para a guerra civil". O Movimento Maria da Fonte, era uma rede alimentada pela Igreja Católica no norte de Portugal, em colaboração com elementos da sociedade civil. Segundo ele, Igreja Católica era única instituição capaz de fazer frente aos comunistas pela sua influencia relativa e capilaridade.
| “ | Cada diocese tem muitas paróquias, logo muitas igrejas, logo muitos sinos. Milhares de sinos ao norte do rio Douro. Centenas de milhares de católicos. Ao pensar nesta "estrutura" em termos de eventual guerra interna, constatei que o País já estava "quadriculado" militarmente. Cada paróquia seria uma "base". Cada igreja de granito ancestral, um "reduto". Cada sino um "rádio transmissor". Cada quinta perdida nas serras, um "apoio logístico". | ” |

De facto, entre os 453 atentados que o PCP reclama ter sido alvo, mais de 70%, aconteceram na região Norte. Destas, a autoria foi muitas vezes confundida com outros movimento como o Movimento Democrático de Libertação de Portugal (MDLP), Exército de Libertação de Portugal (ELP) e do Movimento Maria da Fonte cujos objetivos no combate ao comunismo eram convergentes.
O objectivo do Movimento era usar o norte do Pais numa guerra contra o Processo Revolucionário em Curso (PREC) e o governo de Vasco Gonçalves.